# FLIT

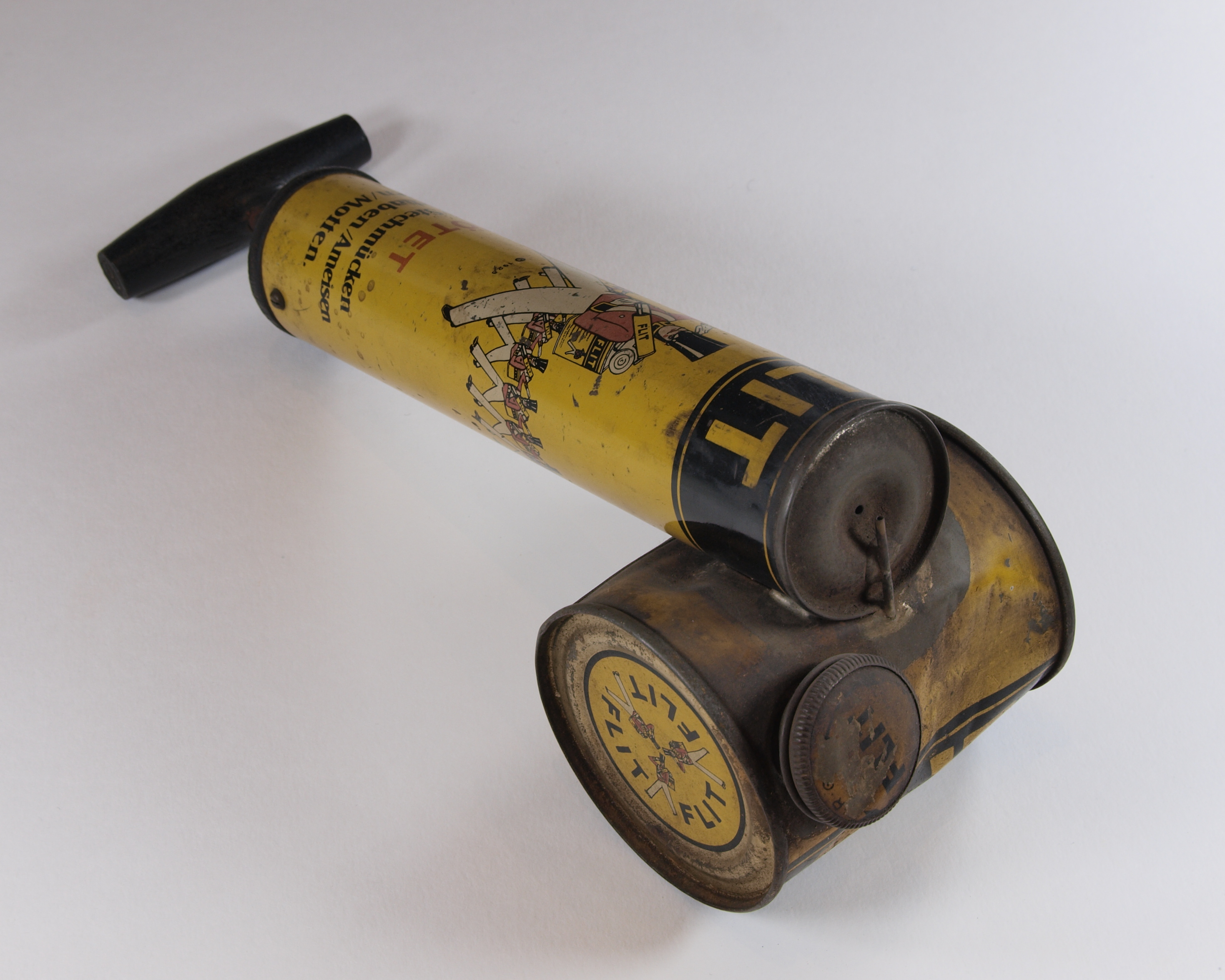
Bomba de Flit de 1928

FLIT é o nome comercial de um inseticida. O produto original, inventado pelo químico Dr. Franklin C. Nelson e lançado em 1923 e destinado principalmente a matar moscas e mosquitos, era à base de óleo mineral e fabricado pela Standard Oil Company de Nova Jersey antes que a empresa, agora parte da ExxonMobil, fosse renomeada primeiro Esso e depois Exxon. A formulação da Esso continha 5% de DDT no final dos anos 1940 e início dos anos 1950, antes que o impacto ambiental negativo do DDT fosse amplamente compreendido. Mais tarde comercializado como "FLIT MLO", foi descontinuado. Um atomizador manual chamado bomba de Flit era comumente usado para borrifar.
A marca Flit foi reutilizada para outro produto inseticida, cujo principal ingrediente ativo é a permetrina, comercializado pela Clarke Mosquito Control. O produto atual é mais usado para controlar mosquitos adultos. Borrifá-lo no ar mata os mosquitos adultos que estão presentes e, ao se instalar nas superfícies, mata os mosquitos que podem pousar mais tarde.

## Combustível do U-2
De acordo com Ben Rich (um engenheiro de propulsão júnior no programa U2), algumas matérias-primas (possivelmente o solvente) usadas para a produção do FLIT eram semelhantes àquelas usadas para o combustível LF-1A da aeronave de reconhecimento de alta altitude Lockheed U-2, causando uma escassez nacional de repelente em 1955. O combustível LF-1A foi produzido pela Shell Oil Company.